# Culwulla Chambers
Il Culwulla Chambers è uno storico edificio commerciale di Sydney in Australia.

## Storia
L'edificio venne eretto nel 1912 secondo il progetto di Spain, Cosh e Minnett, divenendo, al suo completamento, il più alto della città. La sua costruzione fu all'epoca fonte di grandi controversie. La gente temeva infatti che Sydney potesse affollarsi di grattacieli e l'edificio era considerato soggetto a un forte pericolo d'incendio dal momento che la scale utilizzate dai pompieri non potevano raggiungere i suoi piani più alti. In conseguenza a questi timori venne passata una nuova normativa che limitava l'altezza massima degli edifici nella città a 45 metri.

## Descrizione
L'edificio, situato nel CBD di Sydney, presenta facciate in mattone e pietra arenaria.